# Strømnæsberget
Der Strømnæsberget (norwegisch) ist ein 2070 m hoher und teilweise verschneiter Hügel in der Heimefrontfjella des ostantarktischen Königin-Maud-Lands. Er ist die nordöstlichste Erhebung der XU-Fjella.
Wissenschaftler des Norwegischen Polarinstituts benannten ihn 1987. Namensgeber sind der norwegische Student und Teilzeitpolizist Øistein Strømnaes (1914–1980), ein Anführer der Widerstandsgruppe XU von 1943 bis 1945 gegen die deutsche Besatzung Norwegens im Zweiten Weltkrieg, und dessen Stellvertreterin und spätere Ehefrau Anne-Sofie Østvedt (1920–2009).